# Xylophanes furtadoi
Xylophanes furtadoi là một loài bướm đêm thuộc họ Sphingidae. Nó được tìm thấy ở Brasil.
Chiều dài cánh trước khoảng 78 mm. There are probably at least three generations with adults recorded vào tháng 6 và tháng 10.
Ấu trùng có thể ăn các loài Rubiaceae và Malvaceae.